# Eugène Petel
Pour les articles homonymes, voir Petel.
Eugène Petel (né le 10 novembre 1888 à Paris 13e et mort le 22 septembre 1914 à Orléans) est un footballeur français évoluant au poste de milieu de terrain.

## Carrière
Eugène Petel, passé par le CA XIVe et le CASG, évolue à l'Association sportive amicale basée à Maisons-Alfort avec son frère Gaston Petel lorsqu'il connaît sa première et unique sélection en équipe de France de football. Il affronte sous le maillot français le 3 avril 1910 lors d'un match amical l'équipe de Belgique de football. Les Belges s'imposent sur le score de 4-0 sur le terrain de Gentilly.
Représentant de commerce réquisitionné comme beaucoup au début de la guerre, c'est comme soldat de deuxième classe du 51e régiment d'infanterie qu'il meurt le 22 septembre 1914 à l’hôpital temporaire d’Orléans des suites de ses blessures reçues pendant la Première Guerre mondiale,.